# スペシャエリア
『スペシャエリア』（sarea）は、スペースシャワーTVで2010年4月14日から2015年6月17日まで水曜日 19:00 - 21:00（JST）に放送されていた生放送（再放送除く）の音楽情報番組。

## コーナー
- TOPICS - 最新音楽ニュース。
- GUEST - ゲストのコーナー。
- HAMA AREA - ハマ・オカモトが独自の視点で気になる情報を紹介!。
- 最新エンタメ! 教えたガーリー - ガリガリガリクソンがエンターテイメント業界の最新情報を紹介。
- USTREAM『熊枠』- 初回放送終了後、22:00から放送[注 1]。毎週、ゲストを招いてのフリートーク番組。

## 出演者

### VJ
- サイトウ“JxJx”ジュン（YOUR SONG IS GOOD）（ - 2015年6月17日）[2]
- 清水富美加（2014年4月9日 - 2015年6月17日）[3]

### 週替わりVJ
- 桜井玲香（乃木坂46）（2013年11月13日 - 2014年3月）[注 2]
- 玉城ティナ（2013年10月 - 2014年3月）[注 2]
- 清水富美加（2013年11月 - 2014年3月）※後にVJ

- ハマ・オカモト（OKAMOTO'S）（2013年 - 2014年3月）※後にコーナーVJ[注 2]

### コーナーVJ
- 三戸なつめ（2013年 - 2014年）[4]。
- ハマ・オカモト（OKAMOTO'S）（2014年4月9日 - 2015年6月17日）[5]

### 天の声（進行役）
- ガリガリガリクソン （ガリーぱみゅぱみゅ改メ）（2012年6月6日 - 2015年6月） [5]

### USTREAM『熊枠』
- 村田シゲ（CIRCLE DARKO／□□□／CUBISMO GRAFICO FIVE）（ - 2015年6月17日）[6]

### その他
- ナレーター：北大輔

### 過去のVJ
- 浜野謙太（元SAKEROCK）
- マリエ（ - 2011年3月31日）[7]
- きゃりーぱみゅぱみゅ（2011年10月12日 - 2013年10月9日）[8]
- Yun*chi（2013年4月17日）[9]

2011年4月 - 9月は番組や出演者、スペースシャワーとゆかりのアーティスト達が、助っ人VJを勤めた。

## 放送時間
本放送（生放送）
- 毎週水曜日 21:00 - 22:00

再放送
- 木 23:00 - 、日 24:30 -

2014年3月まで
- 本放送（生放送）：毎週水曜日 19:00 - 20:00
- 再放送：木 23:00 - 、日 24:30 -

2013年12月まで
- 本放送（生放送）：毎週水曜日 19:00 - 21:00
- 再放送：木 23:00 - 、土 18:00 -